# Astellas Pharma
Astellas Pharma Inc. (アステラス製薬株式会社 Asuterasu Seiyaku Kabushiki-gaisha) (TYO: 4503
) er en japansk medicinalvirksomhed. Den er etableret 1. april 2005 ved en fusion mellem Yamanouchi Pharmaceutical Co., Ltd. (山之内製薬株式会社 Yamanouchi Seiyaku Kabushiki-gaisha) og Fujisawa Pharmaceutical Co., Ltd. (藤沢薬品工業株式会社 Fujisawa Yakuhin Kōgyō Kabushiki-gaisha). I regnskabsåret 2007 var omsætningen på 972,586 mia. Yen og der var 17.085 ansatte (2012).
Astellas' franchise områder er urologi, immunologi (organtransplantation), dermatologi, kardiologi og infektionssygdomme.  Prioritetsområder for forskning og udvikling er infektionssygdomme diabetes, mavetarmsygdomme, onkologi og sygdomme på centralnervesystemet.
Virksomhedens hovedsæde er i Tokyo, med forskningscentre i Tsukuba og Osaka.  Klinisk udvikling er centreret i Northbrook i  Illinois og Leiderdorp i Holland.

## Slogans
Virksomhedens reklameslogans er:
- Engelsk: Leading Light for Life
- Japansk: Ashita wa kaerareru. (明日は変えられる。 Changing Tomorrow.)[2]

## Historie
Fujisawa Shoten blev etableret i 1894 by Tomokichi Fujisawa i Osaka og skiftede navn til Fujisawa Pharmaceutical Co. i 1943.
Yamanouchi Yakuhin Shokai blev etableret i 1923 af Kenji Yamanouchi i Osaka. Virksomheden skiftede navn til Yamanouchi Pharmaceutical Co. i 1940 og flyttede til Tokyo i 1942.
I 1955 etablerede selskabet en fabrik i Tokyo, der siden blev til Zeria Pharmaceutical.
Begge virksomheder begyndte deres udenlandske aktiviteter omkring samtidigt, med åbning af kontorer i Taiwan i 1962 og 1963, osv., i USA og Europa fra 1977 og frem. Fujisawa overtog Lyphomed i 1990 og etablerede sit amerikanske forsknings og udviklingscenter i Deerfield i Illinois. Yamanouchi's R&D center i Leiderdorp blev etableret med overtagelsen af medicinalafdelingen af Royal Gist Brocades i 1991.
Fujisawa og Yamanouchi indgik i en lige fusion og etablerede Astellas Pharma den 1. april 2005.
Nogle af de ældre produkter sælges fortsat under de originale mærker for at sikre en høj produktgenkendelse.
9. juni 2010 overtog Astellas OSI Pharmaceuticals for 4 mia. US $.

## Produkter
Nogle af Astellas kerneprodukter omfatter:
- Prograf (tacrolimus) - forebyggelse af post-organtransplantation organfrastødelse
- Protopic (tacrolimus ointment) - Atopisk dermatitis (eksem)
- Amevive (alefacept) - Plaque psoriasis
- VESIcare (solifenacin succinate) - overaktiv blære (OAB)
- Myrbetriq (mirabegron) - overaktiv blære (OAB)
- Flomax (tamsulosin hydrochlorid) - godartet prostatahyperplasi (BPH)
- Adenocard (adenosine injektion) - farmakologisk stress agent for myokardieperfusionen scanning
- Adenoscan (adenosine injektion) - farmakologisk stress agent for myokardieperfusionen scanning
- Lexiscan (regadenoson injektion) - farmakologisk stress agent for myokardieperfusionen scanning
- Vaprisol (conivaptan) - hyponatriæmi
- AmBisome (amphotericin B) - antisvampemiddel
- Mycamine (micafungin sodium) - antisvampemiddel
- Symoron (metadon HCL) - narkotikaafvænning
- Tarceva (erlotinib) - lungekræft og bugspytkirtelkræft
- Xtandi (enzalutamide) - prostatakræft